# Tracer (Overwatch)
Tracer (também conhecida por seu nome real, Lena Oxton) é uma personagem do jogador que apareceu no videogame Overwatch de 2016, um jogo de tiro em primeira pessoa desenvolvido pela Blizzard Entertainment e sua mídia literária e de animação associada. A Tacer vem do universo Overwatch, mas foi apresentada pela primeira vez como um personagem do jogo em uma atualização de abril de 2016 para o jogo MOBA da Blizzard, Heroes of the Storm, um mês antes do lançamento oficial de Overwatch.

## História
A ex-agente da Overwatch conhecida como Tracer é uma aventureira que salta no tempo e é uma força incontrolável para o bem.
Lena Oxton (codinome: "Tracer") foi a pessoa mais jovem a ser introduzida no programa de voo experimental da Overwatch. Conhecida por suas habilidades de voo destemidas, ela foi escolhida a dedo para testar o protótipo de um caça teleportador, o Slipstream. Mas, durante seu primeiro voo, a matriz de teleporte do avião sofreu um defeito e ele desapareceu. Lena foi dada como morta.
Ela reapareceu meses depois, mas seu incidente causou uma grande mudança nela: suas moléculas foram dessincronizadas pelo fluxo do tempo. Tendo sofrido uma "desassociação cronológica", ela era um fantasma, desaparecendo por horas e até mesmo dias. Mesmo nos breves momentos em que ela estava presente, ela não conseguia manter uma forma física.
Médicos e cientistas da Overwatch ficaram perplexos e o caso da Tracer parecia não ter esperanças, até que um cientista chamado Winston projetou o acelerador cronológico, um dispositivo capaz de manter Tracer ancorada no presente. Além disso, ele deu a Tracer a habilidade de controlar seu próprio tempo, permitindo a ela acelerar e desacelerar o tempo à sua vontade. Com suas novas habilidades, ela se tornou uma das agentes mais eficazes da Overwatch.
Desde a dissolução da Overwatch, Tracer continua corrigindo malfeitores e lutando pelo bem sempre que surge a oportunidade.

## Ligações Externas
- Tracer. no IMDb.